# Дачне (Псковська область)
Дачне (рос. Дачное) — селище в Дновському районі Псковської області Російської Федерації.
Населення становить 299 осіб. Входить до складу муніципального утворення Вискодська волость.

## Історія
Від 2015 року входить до складу муніципального утворення Вискодська волость.

## Населення
| 2001 | 2002 | 2010 |
| ---- | ---- | ---- |
| 468  | ↘446 | ↘299 |